# Гоголь. Страшная месть
«Го́голь. Стра́шная месть» — российский триллер режиссёра Егора Баранова от продюсерской компании «Среда», заключительная часть первой трилогии по мотивам произведений Н. В. Гоголя. Главные роли сыграли Александр Петров, Олег Меньшиков, Евгений Стычкин и Таисия Вилкова.
Выход фильма в широкий прокат в России состоялся 30 августа 2018 года.
Слоган фильма: «Начни с финала».
«Гоголь. Страшная месть» — третий из трёх фильмов киносериала «Гоголь», первого сериала России, который было решено выпустить в кинопрокат.

## Сюжет
Серия начинается нарезкой кадров из фильмов «Гоголь. Начало» и «Гоголь. Вий»: прибытие Тёмного Всадника и убийство первой жертвы Всадником, разговор Якова Петровича Гуро с Гоголем о Всаднике, знакомство Гуро с Гоголем, прибытие в Диканьку и знакомство Якова Петровича и Гуро с Бинхом, знакомство Гоголя с Данишевскими, катание на качелях у Дуба с Лизой, первые убийства в Диканьке, битва Гуро в горящем доме с Всадником, открытие сундука Якова Петровича, объявление особого положения в Диканьке, встреча Василины с ведьмой Ульяной, выход мавок из пруда, битва с Вием, убийство девушек Всадником, падение Гоголя (летаргический сон).

### Глава пятая. Логово Всадника
Сразу после событий предыдущего фильма Николая Гоголя, предположительно умершего, хоронят близ села Диканька. Оказавшись под землёй, Гоголь видит призрак своего отца — заключив договор с таинственным господином с повязкой вокруг носа (впоследствии окажется, что носа вообще нет), Василий Гоголь-Яновский отправился навеки в ад, а Николаю безносый говорит: Живи, Тёмный!. В результате Гоголь приходит в себя и на глазах у перепуганной толпы выбирается из могилы.
Арестованный Бинхом, Гоголь понимает, что толпа, скорее всего, линчует его как Тёмного Всадника или его помощника: в глазах селян оживший «вурдалак» виновен в гибели девушек. Случайно проговорившись, Яким все же раскрывает барину тайну договора между безносым незнакомцем и Василием Гоголем-Яновским.
Когда казаки поднимают бунт, Гоголя пытаются сжечь на костре, но маленькая дочь кузнеца Вакулы полуосознанно призывает ливень, который гасит огонь. Тогда Гоголя пытаются повесить, и в последний момент его спасает следователь Яков Петрович Гуро, ранее считавшийся погибшим. Все (Гоголь, Гуро и Бинх) решают, что остался только один человек, который мог быть причастен к убийствам, — граф Алексей Данишевский.
Сам граф Данишевский в это время приходит к русалке Оксане (которую видит, хотя та ему не являлась) и предлагает ей сделку: возвращение к жизни, чтобы та навсегда увезла Николая из Диканьки; Оксана за это непременно попадёт в ад после смерти, но в противном случае Данишевский вынужден будет устранить угрозу в лице Гоголя, убив его. Русалка, не колеблясь, соглашается.
Обыскивая имение Данишевского, Гоголь, Бинх и Гуро находят тайный подвал, а в нём Данишевского и на алтаре Оксану, воскресшую из мертвых. Бинх стреляет в Данишевского, и тот неожиданно легко умирает (Всадник всегда был неуязвим для пуль). Едва Оксана приходит в себя, как появляется настоящий Тёмный Всадник и тут же перерезает ей горло. Следом, едва 13-я жертва перестаёт дышать (12 убитых и один воскресший), Всадник возвращается к человеческому облику. Им, ко всеобщему удивлению, оказывается Елизавета Данишевская.

### Глава шестая. Страшная месть
События настоящего времени (1829 год) и 163-летней давности (1666 год) показываются параллельно.
В 1666 году казачий атаман пан Данила отправляется давать отпор польским захватчикам во главе с колдуном Казимиром Мазовецким. Из всего войска возвращается лишь один казак Остап и говорит дочерям атамана старшей Марии и младшей Лизе, что ляхи разбили войско, убили их отца и скоро нападут на них. Сёстры обращаются к колдунье-отшельнице, и та говорит, что польского колдуна можно одолеть, надев на него заговорённый обруч; тогда Казимир утеряет свою силу и сделается смертным, но цена за его убийство будет страшна. Тем не менее, Лиза забирает обруч у колдуньи. Переодевшись под видом охранника и пленницы, сёстры прокрадываются в палатку Казимира, захватывают его и увозят прочь, чтобы отдать под суд. По пути в горах колдун Казимир говорит им, что его проклятие кончается только тогда, когда он кого-то полюбит, и просит сестру Марию отпустить его — если она ответит ему взаимностью, он сможет отречься от колдовства и стать нормальным человеком. Но Лиза решает убить колдуна и вступает с Марией в бой, и в итоге Мария, оступившись, падает в пропасть. В гневе обезглавив Казимира, Лиза сама оказывается под тем же проклятием: отсечённая голова Казимира проклинает её — каждые 30 лет она должна приносить в жертву 12 девушек и одного воскресшего, не зная смерти, пока не полюбит сама. Марию же на том свете встречает в аду огненный голос, спрашивающий её пожелание и велящий отправляться назад в мир людей: если она убьёт сестру, то сможет жить, а пока будет скитаться в облике старухи.
В 1829 году следователь Гуро сковывает Лизу тем же заговорённым обручем, ранее найденным в антикварной лавке, и во время допроса выясняется, что убитый граф Данишевский, происходящий из древнего польского рода колдунов и безответно влюблённый в Елизавету, на самом деле вот уже 30 лет являлся слугой, готовившим для неё специальное зелье. Гуро сознаётся, что не собирается предавать её суду, — он привёз Гоголя в Диканьку в качестве приманки для поимки Тёмного Всадника и теперь по заданию тайного общества должен доставить бессмертного Тёмного Всадника в Петербург, чтобы тот поделился секретом бессмертия с обществом графа Бенкендорфа. В случае отказа он угрожает убить Гоголя. Подслушав этот разговор, Гоголь и Бинх бросаются остановить Якова Петровича. Гуро предлагает Бинху выбор — высокую должность или суд и смерть, — но тот, будучи человеком чести, решает вместо Гуро убить Лизу и стреляет в неё. Услышав от раненой Лизы, что 13-й жертвой должен был стать сам Николай, но из любви к нему Лиза его пощадила и вместо него убила Оксану (тоже воскресшую), Гоголь снимает заколдованный обруч, и Лиза вновь становится бессмертным Тёмным Всадником.
Едва справившись с Гуро, Тёмный Всадник опять превращается в Лизу и предлагает Гоголю уехать вместе, но в этот момент появляется старуха Христина из Диканьки, которая неожиданно превращается в старшую сестру Марию. Обездвижив Лизу и Гоголя, она убивает Бинха и смертельно ранит Николая Васильевича. Лиза пытается спасти умирающего Гоголя и отдать ему своё бессмертие, но Мария отрубает ей голову (как это сделала в 1666 году Лиза с её возлюбленным Казимиром). От смерти Гоголя и Гуро спасает маленькая дочь кузнеца Вакулы Василина — урождённая ведьмой, она достаточно долго отвлекает Марию своей горящей соломенной куклой Марушкой, чтобы Гоголь замкнул обруч на шее Марии. Впечатлённый происшедшим Гуро предлагает Гоголю членство в тайном обществе, так как его миссия увенчалась успехом, ведь бессмертный захвачен. Получив отказ, Гуро предостерегает Гоголя никогда не становиться у него на пути, объявляет местным, что всё здесь произошедшее является государственной тайной, и возвращается в Петербург.
Гоголь, слуга Яким, писарь Тесак, доктор Бомгарт и кузнец Вакула хоронят на местном кладбище Бинха, при этом Гоголь произносит проникновенную речь о погибшем.
Гоголь также возвращается домой в столицу, привезя с собой красивую брошь — всё, что осталось у него на память о Лизе, впадает в депрессию и уходит в двухнедельный запой. Вскоре Николай Васильевич приступает к написанию книги на основе своих приключений в Диканьке.
1831 год. Гоголь, теперь уже известный писатель, во время одной из встреч с читателями сталкивается с ведьмой, пытающейся его убить, но его спасают от смерти Пушкин и Лермонтов. Представившись членами братства, они предлагают Гоголю вступить в их ряды. Николай соглашается.

## В ролях
| Актёр              | Роль                                                       |
| ------------------ | ---------------------------------------------------------- |
| Александр Петров   | Николай Васильевич Гоголь                                  |
| Олег Меньшиков     | следователь Яков Петрович Гуро                             |
| Евгений Стычкин    | глава полицейского управления Александр Христофорович Бинх |
| Артём Сучков       | писарь Тесак                                               |
| Таисия Вилкова     | Елизавета (Лиза) Данишевская                               |
| Юлия Франц         | дочь мельника Оксана                                       |
| Ян Цапник          | доктор-патолоанатом Леопольд Леопольдович Бомгарт          |
| Евгений Сытый      | слуга Гоголя Яким Нимченко                                 |
| Артём Ткаченко     | Алексей Данишевский                                        |
| Сергей Бадюк       | кузнец Вакула                                              |
| Марта Тимофеева    | дочь кузнеца Вакулы Василина                               |
| Светлана Киреева   | Христина                                                   |
| Кирилл Зайцев      | Казимир Мазовецкий                                         |
| Дана Абызова       | сестра Лизы Мария                                          |
| Анвар Либабов      | безносый                                                   |
| Павел Деревянко    | Александр Сергеевич Пушкин                                 |
| Аскар Нигамедзянов | Михаил Юрьевич Лермонтов                                   |
| Андрей Астраханцев | отец Гоголя Василий Гоголь-Яновский                        |
| Юлия Марченко      | мать Гоголя Мария Гоголь-Яновская                          |
| Евгений Капитонов  | отец Варфоломей                                            |
| Всеволод Цурило    | Тарас                                                      |
| Людмила Лебедева   | старуха-отшельница                                         |
| Олег Гаянов        | атаман Данила                                              |

## Критика
Фильм получил средние оценки кинокритиков. Обозреватель «Российской газеты» Алексей Литовченко поставил фильму 4,5 звезды из 5, отметив, что «в „Гоголе“ наследие собственно Гоголя никуда не делось — оно всё здесь, в роящихся повсеместно отсылках. Одни сразу в глаза бросаются, иные спрятаны поглубже — как загадочный инфернальный господин без носа».

## Награды
- В 2019 году фильм «Гоголь. Страшная месть» разделил с фильмом «Гоголь. Вий» 2 премии «Золотой орёл» в номинациях «Лучшая работа художника-постановщика» (Елена Жукова) и «Лучшая работа художника по костюмам» (Виктория Игумнова)[8].